# Rhyothemis
Genre
Rhyothemis est un genre de la famille des Libellulidae appartenant au sous-ordre des anisoptères dans l'ordre des odonates. Il comprend vingt-trois espèces.

## Espèces du genre
- Rhyothemis amaryllis Selys, 1878
- Rhyothemis aterrima Selys, 1891
- Rhyothemis braganza Karsch, 1890
- Rhyothemis cognata (Rambur, 1842)
- Rhyothemis fulgens Kirby, 1889
- Rhyothemis fuliginosa Selys, 1883
- Rhyothemis graphiptera (Rambur, 1842)
- Rhyothemis hurleyi Tillyard, 1926
- Rhyothemis imperatrix Selys, 1887
- Rhyothemis mariposa Ris, 1913
- Rhyothemis notata (Fabricius, 1781)
- Rhyothemis obsolescens Kirby, 1889
- Rhyothemis phyllis (Sulzer, 1776)
- Rhyothemis plutonia Selys, 1883
- Rhyothemis princeps Kirby, 1894
- Rhyothemis pygmaea (Brauer, 1867)
- Rhyothemis regia (Brauer, 1867)
- Rhyothemis resplendens Selys, 1878
- Rhyothemis semihyalina (Desjardins, 1832)
- Rhyothemis severini Ris, 1913
- Rhyothemis splendens Fraser, 1955
- Rhyothemis triangularis Kirby, 1889
- Rhyothemis variegata (Linnaeus, 1763)
- Rhyothemis vidua Selys, 1878